# Mijnworm
De mijnworm (Ancylostoma duodenale) is een parasitaire rondworm uit de familie Ancylostomatidae (mijnwormen). Met de naam mijnworm worden vaak de twee bij mensen voorkomende soorten genoemd die verantwoordelijk zijn voor mijnworminfecties, dat zijn Ancylostoma duodenale en  Necator americanus. De laatste komt vooral voor in Noord- en Zuid-Amerika, Afrika onder de Sahara, Zuidoost-Azië, China en Indonesië.

## Verspreiding en leefgebied
Deze worm kwam oorspronkelijk voor in het Midden Oosten, Noord-Afrika, India en Zuid-Europa maar nu ook in sommige gebieden in de Verenigde Staten, het Caraïbisch gebied en Zuid-Amerika.
De mijnworm komt veel voor in mijnen door de daar aanwezige constante temperatuur en vochtigheid, die ideaal zijn voor de eieren en ontwikkeling van de larven. In de jaren 1880 trad een epidemie op onder de mijnwerkers, die de Gotthardtunnel bouwden.

## Beschrijving
De mijnworm is geelwit. De mannetjes zijn 8–11 mm lang met twee vleugels aan het eind van de staart. De vrouwtjes zijn 10–13 mm lang. De vulva zit aan het einde bij de staart. De vrouwtjes kunnen 10.000 tot 30.000 eieren per dag produceren. De rondworm heeft twee ventrale platen op de voorste rand van de mondholte. Elke plaat heeft twee lange tanden, die aan de basis zijn vergroeid. Een paar kleine tanden zitten achter in de mondholte. De mijnworm kan gemiddeld een jaar oud worden.

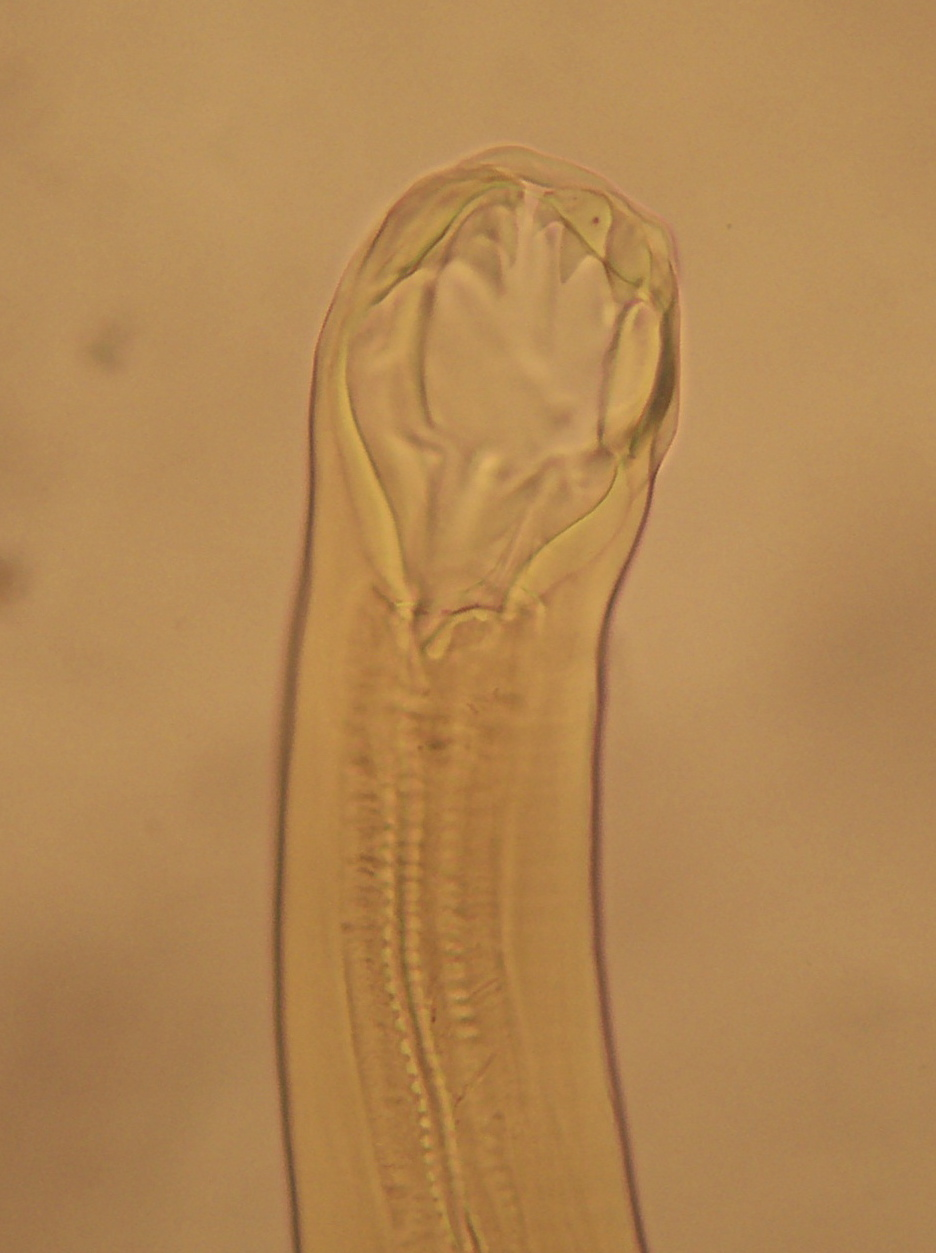
Mondholte
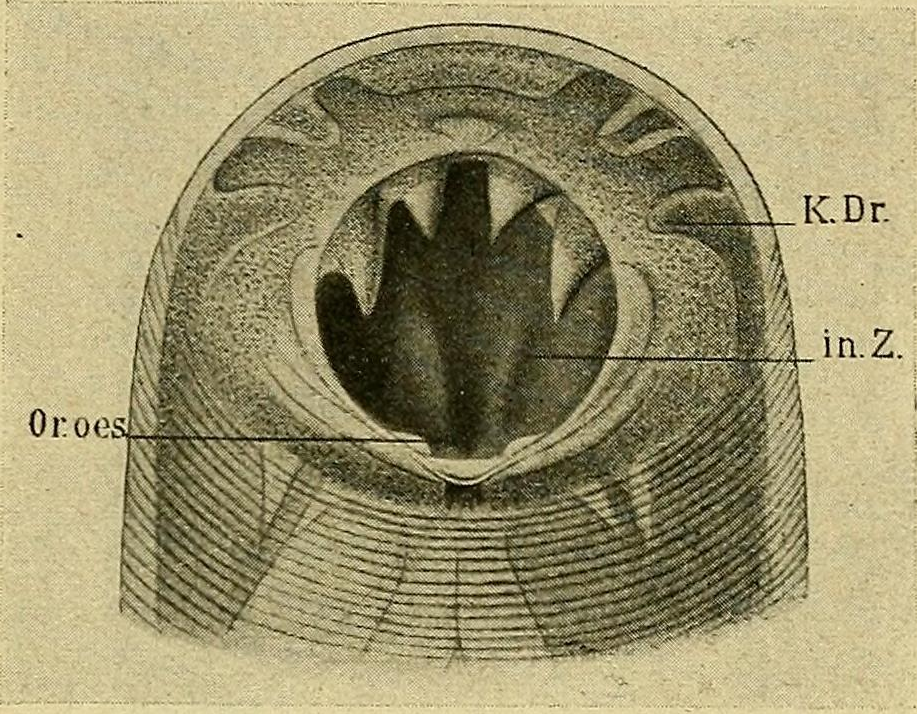
Mondholte. in Z: Tand, Or. oes: Opening slokdarm, K. Dr.:Klieropening
Staart mannetje
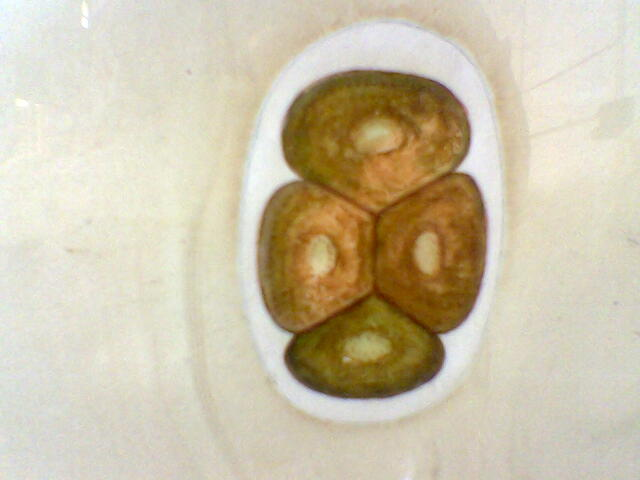
Ei in viercelligstadium

## Levenscyclus

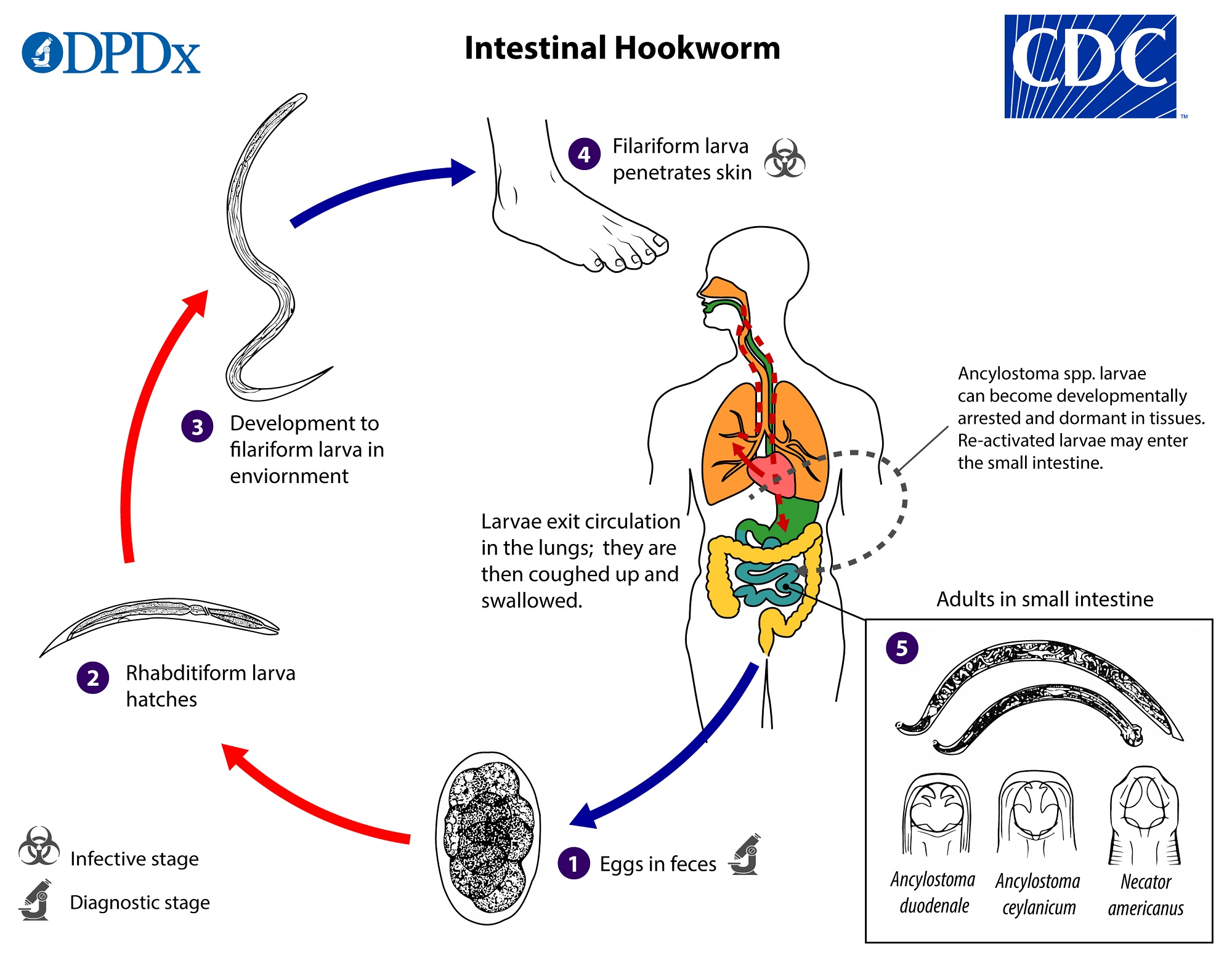
Levenscyclus

De eieren worden via de ontlasting doorgegeven (1) en onder gunstige omstandigheden (vocht, warmte, schaduw) komen de larven binnen een tot twee dagen uit en zijn ze in de besmette grond vrijlevend. (2) Deze vrijlevende larven groeien in de ontlasting en/of in de bodem en na vijf tot tien dagen (en twee vervellingen) worden ze infectieuze, filariforme L3-larven. (3) Deze infectieuze larven kunnen onder gunstige omstandigheden drie tot vier weken in leven blijven. Bij contact met de menselijke gastheer, meestal door blote voeten, dringen de larven de huid binnen (4) en worden door de bloedvaten naar het hart en vervolgens naar de longen getransporteerd. Ze dringen door in de longblaasjes, gaan via de bronchiën naar de keelholte waar ze worden ingeslikt. De larven bereiken de nuchtere darm van de dunne darm, waar ze volwassen worden. (5) Volwassen wormen leven in het lumen van de dunne darm, meestal het distale deel van de nuchtere darm, waar ze zich aan de darmwand hechten en bloed opzuigen met als resultaat bloedverlies van de gastheer. De meeste volwassen wormen gaan binnen een tot twee jaar dood, maar ze kunnen ook meerdere jaren in leven blijven.

## Besmetting
Een lichte besmetting veroorzaakt buikpijn, verlies van eetlust en het eten van grond. Zware infectie veroorzaakt ernstig eiwitgebrek of ijzergebreksanemie. Eiwitgebrek kan leiden tot een droge huid, oedeem en opgeblazen gevoel, terwijl ijzergebreksanemie kan leiden tot mentale lethargie en hartfalen. Bij vrouwen die zwanger zijn, kan deze parasiet de foetus infecteren en complicaties veroorzaken, zoals een laag geboortegewicht, bloedarmoede en kindersterfte.
De eieren van Ancylostoma duodenale en Necator americanus kunnen niet van elkaar worden onderscheiden.   In de ontlasting komen geen larven voor, tenzij deze een dag of langer bij omgevingstemperatuur wordt bewaard.
De mijnworm kan worden behandeld met albendazol, mebendazol en benzimidazolen. Pyrantel is een alternatief geneesmiddel. In ernstige gevallen van bloedarmoede kan een bloedtransfusie nodig zijn.